# Silurus erythrogaster
Silurus erythrogaster és una espècie de peix de la família dels silúrids i de l'ordre dels siluriformes.